# Mercedes-Benz EQE
Mercedes-Benz EQE (V295) — електромобіль з кузовом седан, що виготовляється компанією Mercedes-Benz з 2022 року на заводі в Бремені та Пекіні (для Китаю). Автомобіль дебютував в вересні 2021 року на автосалоні IAA в Мюнхені.

## Опис

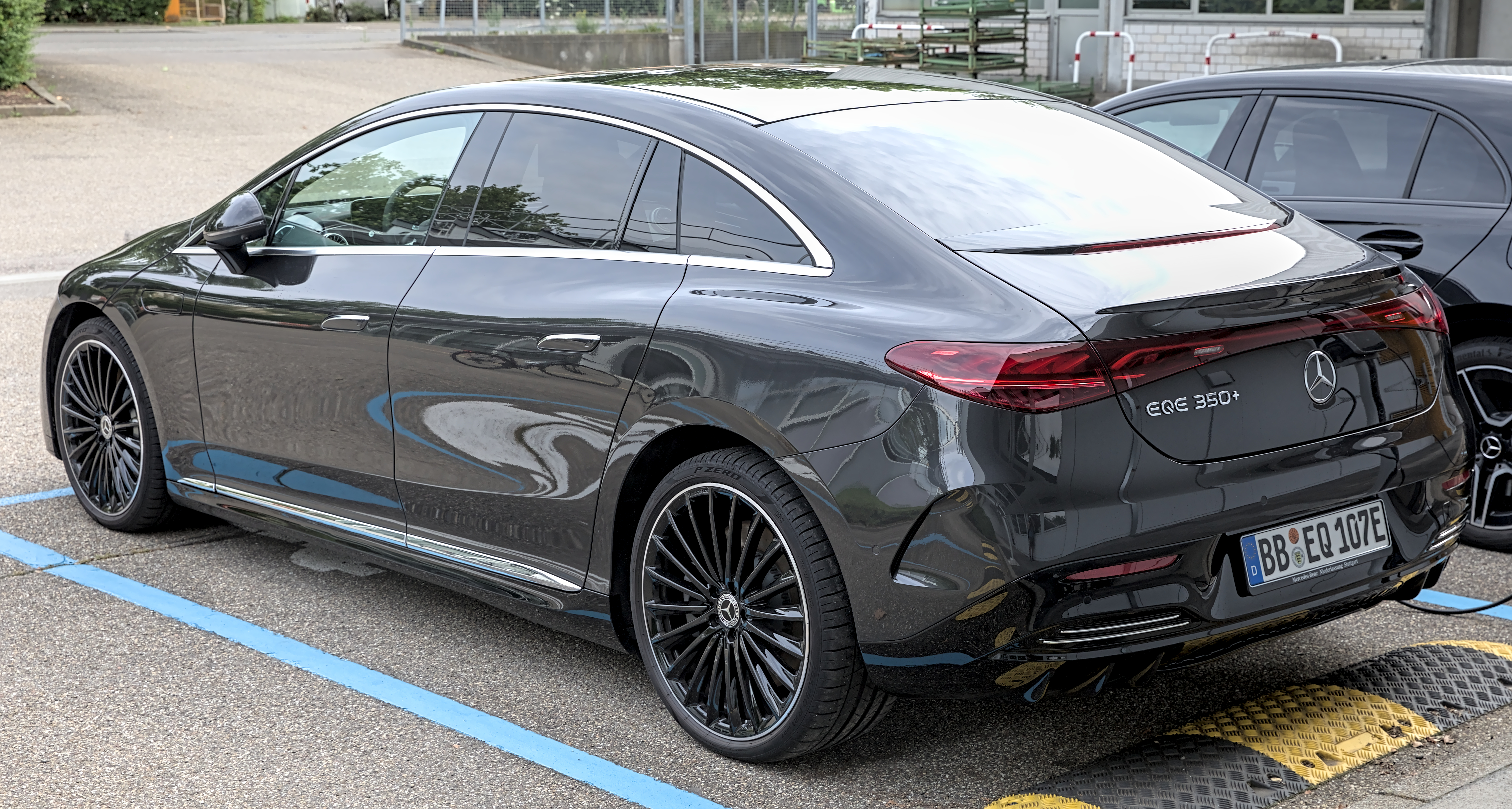
Mercedes-Benz EQE 350+ (V295)

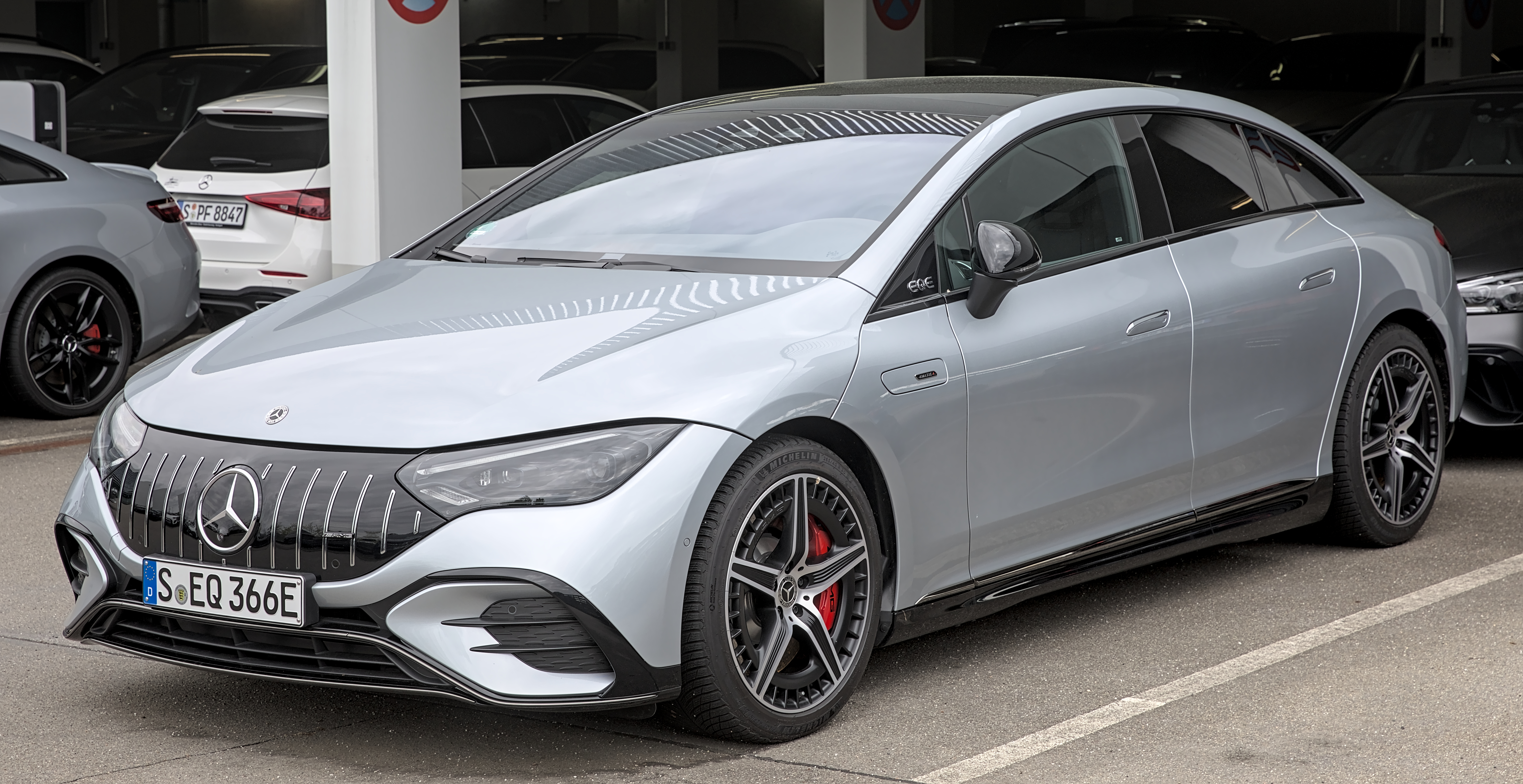
Mercedes-AMG EQE 53 (V295)

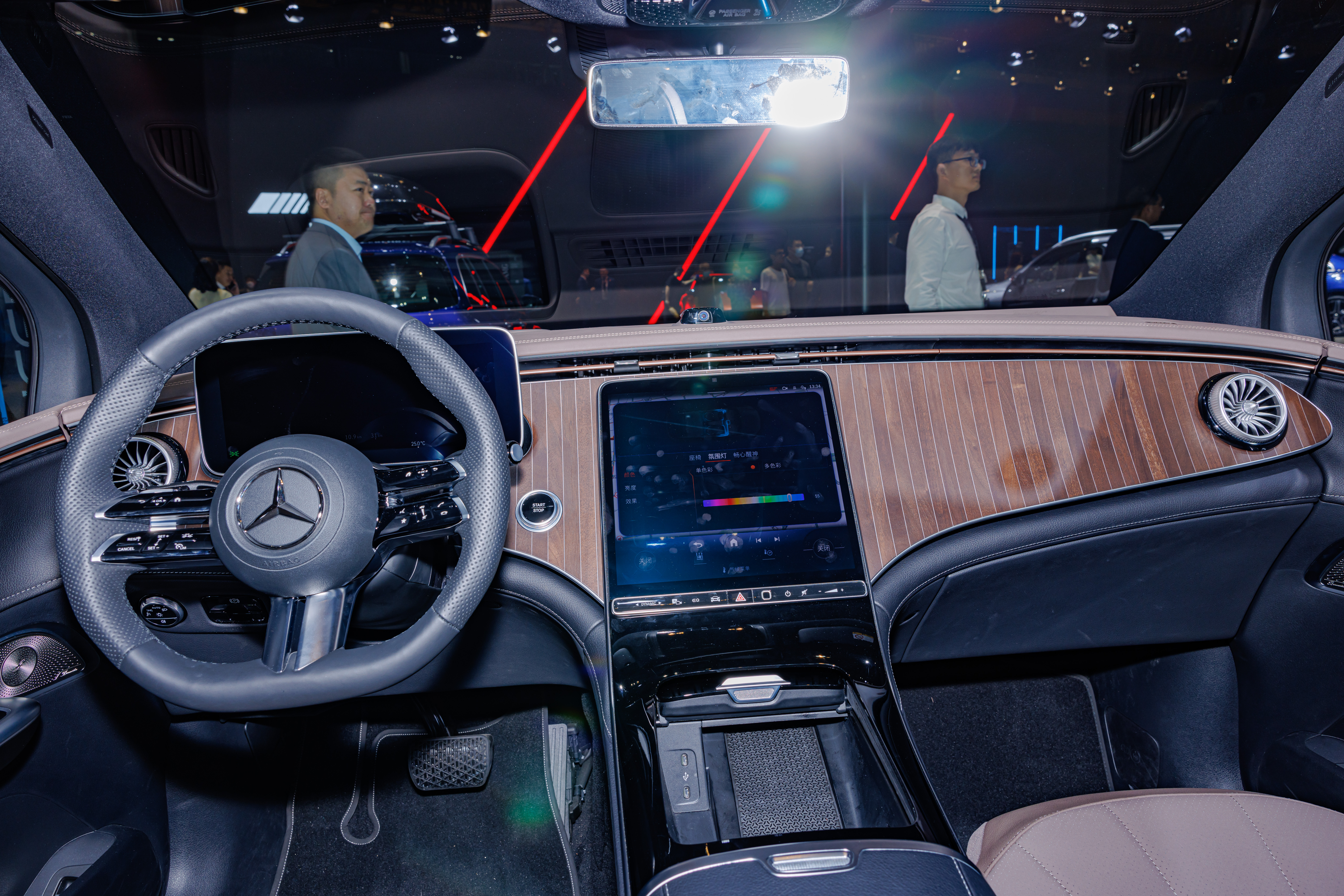
салон без MBUX Hyperscreen

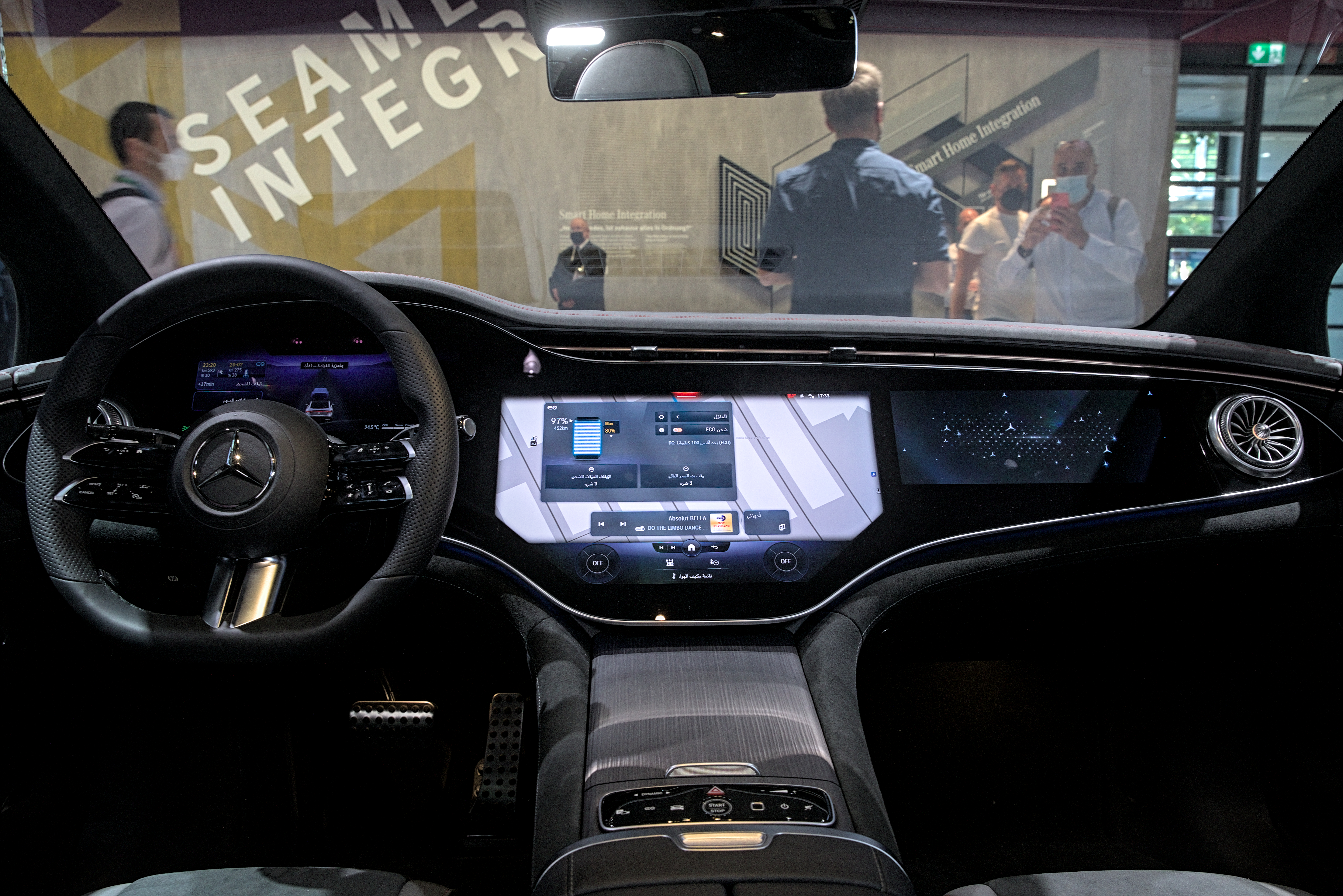
салон з MBUX Hyperscreen

Автомобіль збудовано на платформі MEA (modular electric architecture). Коефіцієнт аеродинамічного опору складає 0,2. Седан буде видавати 292 к. с. та 530 Н·м обертального моменту. Місткість батареї склала 90,6 кіловат-години. Блок акумуляторів приймає струм потужністю не вище 170 кіловат. Так, на 110-кіловатній станції «заправка» з 10 до 80 % займе 31 хвилину. Повного заряду повинно вистачати на 660 кілометрів шляху по циклу WLTP.
У порівнянні з Mercedes-Benz W214 електромобіль є трохи коротшим за рахунок зменшених звисів, але при цьому отримає збільшену колісну базу. Опційно седан отримав цифровий кокпіт з новою мультимедійною системою MBUX Hyperscreen з трьома екранами, об'єднаними у єдиному корпусі.

## Відмінності від EQS
Автомобіль має спільну технічну платформу з EQS і багато (додаткових) функцій, таких як гіперекран, пневматична підвіска тощо. Однак, крім менших розмірів, є деякі значні відмінності:
- фіксоване заднє скло та кришка багажника замість великих дверей багажника
- максимальний розмір батареї 90 кВт/год
- без світлової смуги спереду
- виробничі майданчики в Бремені (для світового ринку) та Пекіні (для Китаю)

## Модифікації
- EQE 300 один електродвигун 245 к. с. 550 Н·м батарея 89,0 кВт·год, 550–639 км (WLTP)
- EQE 350 один електродвигун 292 к. с. 565 Н·м батарея 89,0 кВт·год, 550–639 км (WLTP)
- EQE 350 4Matic два електродвигуни 292 к. с. 765 Н·м батарея 90,6 кВт·год, 507–597 км (WLTP)
- EQE 350+ один електродвигун 292 к. с. 565 Н·м батарея 90,6 кВт·год, 546—660 км (WLTP)
- EQE 500 4Matic два електродвигуни 408 к. с. 858 Н·м батарея 90,6 кВт·год, 546—660 км (WLTP)
- EQE 43 AMG 4Matic два електродвигуни 476 к. с. 858 Н·м батарея 90,6 кВт·год, 462—533 км по циклу WLTP
- EQE 53 AMG 4Matic+ два електродвигуни 626 к. с. 950 Н·м батарея 90,6 кВт·год, 444—518 км по циклу WLTP
- EQE 53 AMG 4Matic+ Dynamic Plus два електродвигуни 687 к. с. 1000 Н·м батарея 90,6 кВт·год, 444—518 км по циклу WLTP

## EQE SUV

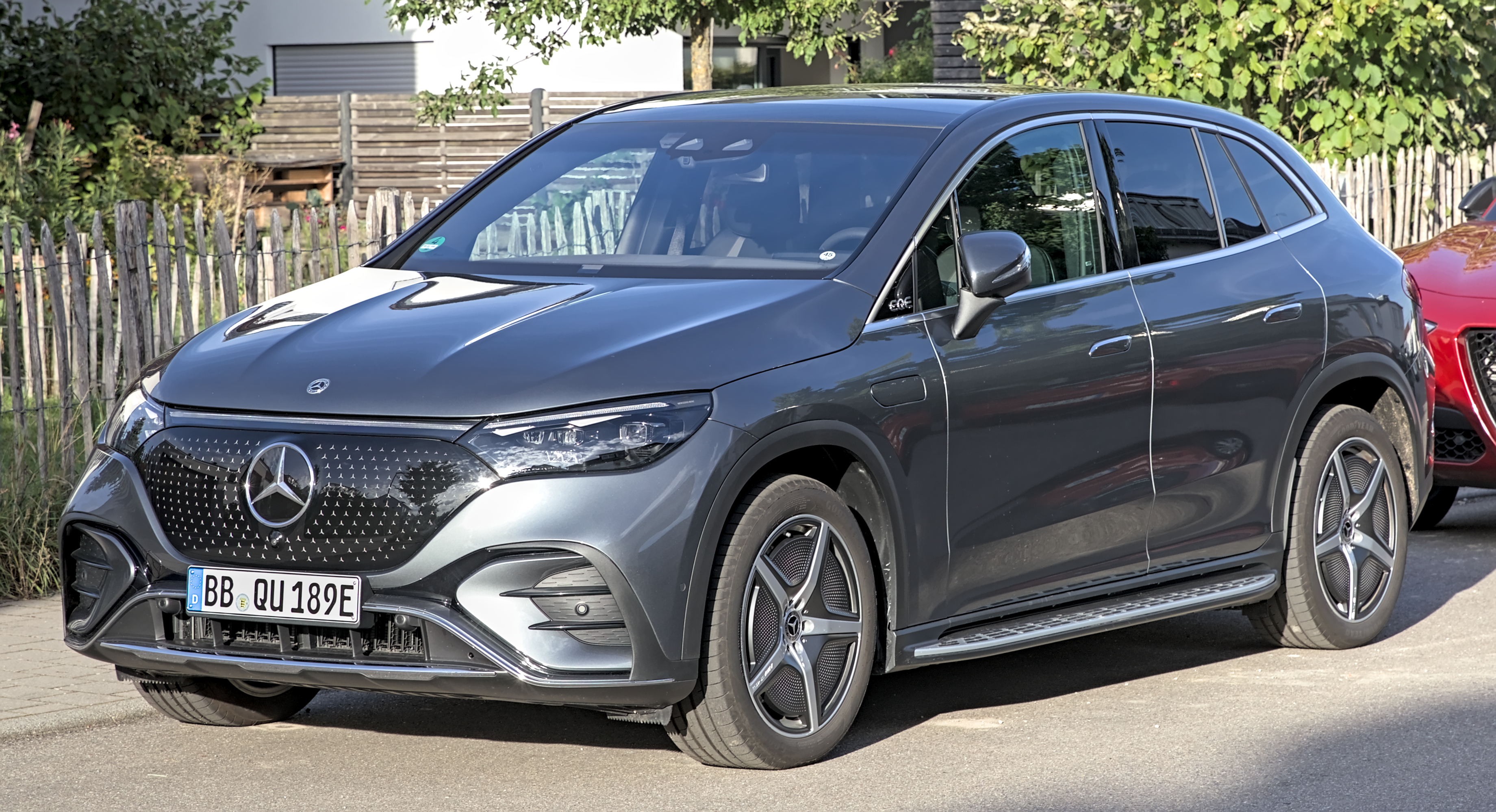
Mercedes-Benz EQE 300 SUV (X294)

16 жовтня 2022 року дебютував кросовер Mercedes EQE SUV (X294). EQE SUV виявиться меншим за седан EQE на 10 см (4,84 см проти 4,94 см); від останнього він успадкує і силову установку. Тобто, в «базі» SUV отримає електромотор потужністю 292 к.с. (змонтований на задній осі, відповідно, задній привід) і 90,6-кіловатт-годинну батарею. Повний привід з'явиться опційно.

## Продажі
| Рік  | Європа | США   | Китай |
| ---- | ------ | ----- | ----- |
| 2022 | 8,535  | 384   | 1,664 |
| 2023 |        | 4,230 |       |
| 2024 |        | 2,785 |       |